# Acorypha burri
Acorypha burri är en insektsart som beskrevs av Boris Petrovich Uvarov 1950. Acorypha burri ingår i släktet Acorypha och familjen gräshoppor. Inga underarter finns listade i Catalogue of Life.